# Chthonius rimicola
Chthonius rimicola är en spindeldjursart som beskrevs av Volker Mahnert 1993. Chthonius rimicola ingår i släktet Chthonius och familjen käkklokrypare. Inga underarter finns listade i Catalogue of Life.